# Liste des épisodes d'Excel Saga
La série d'animation japonaise Excel Saga est une adaptation du manga homonyme créé par Kōshi Rikudō. La série est produite par J.C.Staff, réalisée par Shinichi Watanabe, et initialement diffusée sur TV Tokyo le 7 octobre 1999. La série est diffusée en vingt-six épisodes jusqu'à sa conclusion le 30 mars 2000. À la requête de l'éditeur, l'anime suit une trame différente du manga.

## Épisodes
| No                                                                       | Titre français                                                 | Titre japonais                    | Titre japonais                        | Date de 1re diffusion |
| No                                                                       | Titre français                                                 | Kanji                             | Rōmaji                                | Date de 1re diffusion |
| ------------------------------------------------------------------------ | -------------------------------------------------------------- | --------------------------------- | ------------------------------------- | --------------------- |
| 01                                                                       | Complot meurtrier                                              | 六道神士殺害計画                  | Rikudō Kōshi Satsugai Keigaku         | 10 octobre 1999       |
| Thème principal : Le début de la série                                   |                                                                |                                   |                                       |                       |
| 02                                                                       | La fille qui vient de Mars                                     | 火星から来た女                    | Kasei kara Kita Onna                  | 14 octobre 1999       |
| Thème principal : Film de Science-fiction                                |                                                                |                                   |                                       |                       |
| 03                                                                       | L'agneau sacrificiel de la grande évasion venimeuse de l'enfer | 地獄の毒々大脱走のいけにえ        | Jigoku no Dokudoku Daidassō no Ikenie | 21 octobre 1999       |
| Thème principal : Film d'action de série B                               |                                                                |                                   |                                       |                       |
| 04                                                                       | Eau de rose                                                    | ラブへな                          | Rabu Hena                             | 28 octobre 1999       |
| Thème principal : Jeu vidéo romantique                                   |                                                                |                                   |                                       |                       |
| 05                                                                       | La grande tour intéressante                                    | おもしろい巨塔                    | Omoshiroi Tokō                        | 4 novembre 1999       |
| Thème principal : Drame traitant des problèmes sociaux                   |                                                                |                                   |                                       |                       |
| 06                                                                       | Le froid est hivernal                                          | 寒が冬いぜ!!～遭難編～            | Samu ga Fuyuize! ~Sōnahen~            | 11 novembre 1999      |
| Thème principal : La montagne                                            |                                                                |                                   |                                       |                       |
| 07                                                                       | Mélodie en souterrain                                          | 地下道のメロディ                  | Chikadō no Merodi                     | 18 novembre 1999      |
| Thème principal : Film d'horreur                                         |                                                                |                                   |                                       |                       |
| 08                                                                       | Plus d'audimat !                                               | 視聴率強化週間                    | Shichōritsu Kyōka Shūkan              | 25 novembre 1999      |
| Thème principal : Plein de jolies filles                                 |                                                                |                                   |                                       |                       |
| 09                                                                       | Bowling girls !                                                | ボウリング娘                      | Bōringu Musume                        | 2 décembre 1999       |
| Thème principal : Série sportive sur le bowling                          |                                                                |                                   |                                       |                       |
| 10                                                                       | La grande aventure de Menchi                                   | メンチの大冒険                    | Menchi no Daibōken                    | 9 décembre 1999       |
| Thème principal : Série animalière                                       |                                                                |                                   |                                       |                       |
| 11                                                                       | Debout les jeunes !                                            | ひっこめ! 青春                    |                                       | 16 décembre 1999      |
| Thème principal : Série dramatique pour adolescents                      |                                                                |                                   |                                       |                       |
| 12                                                                       | Big city - Part 2                                              | 大市街Part II                     | Daishigai Part II                     | 23 décembre 1999      |
| Thème principal : Polar                                                  |                                                                |                                   |                                       |                       |
| 13                                                                       | Nouvel An - Concours de talents                                | 新春年忘れかくし芸大会            | Shinshun Toshiwasure Kakushigeidaikai | 6 janvier 2000        |
| Thème principal : Émission télévisée et condensé des épisodes précédents |                                                                |                                   |                                       |                       |
| 14                                                                       | Sang neuf                                                      | テコイレ                          | Tekoire                               | 13 janvier 2000       |
| Thème principal : Ropponmatsu 1                                          |                                                                |                                   |                                       |                       |
| 15                                                                       | Encore plus de sang neuf                                       | もっと! てこいれメモリアル        | Motto! Tekoire Memoriaru              | 20 janvier 2000       |
| Thème principal : Ropponmatsu 2                                          |                                                                |                                   |                                       |                       |
| 16                                                                       | Amours synthétiques                                            | AIをとりもどせ!                   | AI wo Torimodose                      | 27 janvier 2000       |
| Thème principal : Ropponmatsu 1 et 2                                     |                                                                |                                   |                                       |                       |
| 17                                                                       | Animation USA                                                  | アニメーションUSA                 | Animeshon USA                         | 3 février 2000        |
| Thème principal : L'animation au Japon et aux USA                        |                                                                |                                   |                                       |                       |
| 18                                                                       | Daitenjin, les guerriers de la mairie                          | 市立戦隊ダイテンジン              | Shiritsu Sentai Daitenzin             | 10 février 2000       |
| Thème principal : Daitenzin, un ancien manga de l'auteur                 |                                                                |                                   |                                       |                       |
| 19                                                                       | Le tour du monde en 80 heures                                  | メンチの大冒険2～80時間世界一周～ |                                       | 17 février 2000       |
| Thème principal : Série animalière, la suite                             |                                                                |                                   |                                       |                       |
| 20                                                                       | Pedro sélection                                                | よりぬきペドロさん                | Yorinugi Pedoro-san                   | 24 février 2000       |
| Thème principal : Résumé de l'histoire de Pedro                          |                                                                |                                   |                                       |                       |
| 21                                                                       | Visual K                                                       | 美濡歩K                           | Bijuaru K                             | 2 mars 2000           |
| Thème principal : Le Visual Rock                                         |                                                                |                                   |                                       |                       |
| 22                                                                       | Les envahisseurs !                                             | 侵略、おふくろ様                  | Shinryaku, Ofukurosama                | 9 mars 2000           |
| Thème principal : La conquête de la ville                                |                                                                |                                   |                                       |                       |
| 23                                                                       | La légende du conquérant                                       | 世紀末征服者伝説                  | Seikimatsu Seifukusha Densetsu        | 16 mars 2000          |
| Thème principal : Le genre post-apocalyptique                            |                                                                |                                   |                                       |                       |
| 24                                                                       | Pour toi je peux mourir                                        | きみのためなら死ねる              | Kimi no Tame nara Shineru             | 23 mars 2000          |
| Thème principal : Épisode sérieux, sans les gags                         |                                                                |                                   |                                       |                       |
| 25                                                                       | Une issue difficile                                            | やりにげ                          | Yarinige                              | 30 mars 2000          |
| Thème principal : La fin de la série                                     |                                                                |                                   |                                       |                       |
| 26                                                                       | On dépasse les limites                                         | やりすぎ                          | Yarisugi                              | Non diffusé (OAV)     |
| Thème principal : Sexe et violence                                       |                                                                |                                   |                                       |                       |